# Menatep
La Menatep est une banque russe de la nébuleuse de sociétés de Mikhaïl Khodorkovski, développées autour de la compagnie pétrolière Ioukos. 
Cet établissement bancaire créé au début des années 1990 est devenu une holding gérant le géant russe des hydrocarbures, Ioukos. Le 28 mars, Ioukos a été placé en redressement judiciaire. La Menatep a ruiné des milliers de petits épargnants russes en 1998. Elle a 
été accusée d'être impliquée dans le "Kremlingate", lorsque 4,8 milliards de dollars de fonds provenant du Fonds monétaire international (FMI) ont disparu dans la nature, y compris dans des banques américaines. 
Mikhaïl Khodorkovski a purgé une peine de dix ans de prison en Sibérie pour « évasion fiscale et fraude ». Il a été condamné après une lutte d'influence entre son groupe et l'État russe, qui s'est emparé d'une grande partie de ses actifs.
La Menatep a changé de nom le 1er décembre 2005 pour s'appeler GML, pour Group Menatep Limited. 

## Affaire Clearstream 1
À la suite de la sortie du livre Révélation$ de Denis Robert et Ernest Backes, la Menatep a déposé douze plaintes dans le monde contre les auteurs (voir Affaire Clearstream 1).
La banque Ménatep aurait ouvert le compte non publié no 81 738 chez Clearstream le 15 mai 1997. Selon Ernest Backes, les trois mois pour lesquels il aurait des microfiches ne montrent que des transferts de cash à travers le compte de la Menatep, dont beaucoup avec la Bank of New York. Natasha Gurfinkel Kagalovsky, ancienne responsable de la Banque de New York et la femme du vice-président de la Menatep, a été accusée d'avoir aidé au blanchiment d'au moins 7 milliards de dollars provenant de Russie, selon la journaliste Lucy Komisar (qui travaille sur Clearstream). 
Le 26 novembre 2003, Backes et un autre ancien banquier, le Suisse André Strebel, ont déposé plainte devant le procureur général suisse contre Khodorkovsky et ses collègues Platon Lebedev et Alexei Golubovich, en les accusant de blanchiment d'argent et de participation à une organisation criminelle. Ils ont demandé l'ouverture d'une enquête et la fouille des registres du bureau suisse de la Menatep SA, de la Menatep Finances SA, de Valmet et de la Bank Leu (en) à Genève, qui seraient en rapport avec des accusations de fraude contre la compagnie russe Avisma et des activités de blanchiment d'argent de la Menatep en Suisse. Selon cette plainte, la Menatep aurait été liée dès sa création à l'oligarchie russe et à la mafia russe, tel que Khodorkovsky, Alexander Konanykhine et le parrain russe Semyon Mogilvich. Selon Komisar, "quoique Menatep ait fait officiellement faillite en 1998, elle est bizarrement restée sur la liste des comptes non publiés de Clearstream jusqu'en 2000". Les listings de Clearstream présentent aussi 36 autres comptes russes, la plupart non publiés,..

## Frits Bolkestein
- Frits Bolkestein a siégé au conseil consultatif international de la Menatep.

- Le 23 mai 2005, Frits Bolkestein a été nommé conseiller de la direction de la Menatep, il a déclaré être ravi de « pouvoir assister le conseil d'administration à ce moment critique ».

- Dans son édition du 26 avril 2006, le quotidien gratuit 20 minutes affirme que par deux fois, la Commission européenne a refusé d'enquêter sur Clearstream. En 2001, l'ancien commissaire européen Frits Bolkestein avait annoncé lui-même ce refus, alors qu'il siégeait au conseil consultatif international de la Menatep.